# Eruga lineata
Eruga lineata là một loài tò vò trong họ Ichneumonidae.